# Henrieta Delavrancea
Henrieta (Riri) Delavrancea-Gibory, nata Henrieta Ștefănescu Delavrancea (Bucarest, 19 ottobre 1897 – Bucarest, 26 marzo 1987) è stata un'architetta rumena, una dei primi architetti a Bucarest, che ha dato un importante contribuito alla nascita della Scuola di architettura rumena moderna. Henriette Delavrance eseguì numerosi lavori sia in ambito pubblico che privato..

## Biografia
Ultimogenita dello scrittore Barbu Ștefănescu Delavrancea, più volte ministro, e di Maria (nata Lupaşcu, laureata in filosofia e matematica, la direttrice della Scuola centrale dal 1912 al 1927), sorella della scrittrice e pianista Cella Delavrancea, di Margareta "Bebs" (o Marioara), insegnante, che studiò lettere e filosofie e Niculina "Pica", che scelse pittura. In una famiglia dove si parlava solo di letteratura, arte, musica e qualche volta di politica, ricevette un'educazione adeguata alla sua posizione e passò la sua infanzia circondata da grandi nomi della cultura e dell'alta società di Bucarest: Octavian Goga, Alexandru Vlahuță, Ion Luca Caragiale, Nicolae Grigorescu, Victor Eftimiu, Ion Mincu, e di tanto in tanto Elena Văcărescu. Prese lezioni private e nel 1915 frequentò la Scuola di architettura di Bucarest, che dovette interrompere durante la guerra alla quale partecipò come infermiera volontaria. Qui conobbe Émile Gibory, ufficiale della missione francese guidata dal generale Henri Mathias Berthelot, con il quale si sposò nel 1918. Nel 1924 riprese gli studi di architettura, laureandosi nel 1927.
Lavorò per 19 anni presso l'Istituto di design di Bucarest e nel team di progettazione del Ministero della salute durante il periodo del comunismo. Morì durante la finalizzazione del progetto per il restauro della chiesa Sf. Gheorghe a Bucarest. Fu sepolta nel cimitero di Bellu.

## Eredità
Insieme a Horia Creangă, George Matei Cantacuzino e Octav Doicescu, fece parte della generazione di architetti che contribuirono in maniere significante alla formazione della Scuola di architettura rumena moderna.

## Opere architettoniche principali
Edifici pubblici
- la sede dell'amministrazione comunale di Balcic (1927-1932)
- la sede dell'amministrazione comunale di Oraviţa, ex sede della Prefettura della contea di Caraş, la prima opera pubblica di avanguardia. Fu realizzato insieme all'architetto Gheorghe Audisio, in seguito al premio ottenuto al primo concorso di architettura, nel 1927[6]
- Banca Commerciale „Neamţu” di Drobeta Turnu-Severin (1929)
- Istituto di medicina (Institut de Medicină) "Dr.N. Lupu" di Bucarest, viale Stefan cel mare n. 2 (1930-1933)
- Istituto d'igiene e salute pubblica (Institut de Igienă şi Sanătate Publică) di Bucarest, via Dr. Leonte n. 1-3 (1932-1939)
- Ospedale di Cavarna, Bulgaria (1934);
- Ospedale Clinico Fundeni, Bucarest (1949-1959)
- Istituto Oncologico-Filantropia, Bucarest (1950-1960)

Ville private a Bucarest
- Villa Henrieta Delavrancea-Gibory su via Mihai Eninescu n. 149 (1925-1926)[7]
- Villa Iosipovici, Strada Dr. Lister n. 75 (1927)
- Villa M. Şerbescu, Strada Sandu Aldea n. 89 (1927)
- Villa Blanche Bernay, Strada Victor Babes n. 10 (1928)
- Villa Gavrila, Bulevardul Ferdinand n. 166 (1934)
- Villa Cantuniari, Strada Pittore G. D. Mirea n. 18 (1936)
- Villa Prager, Bulevardul Aviatorilor n. 92  (1936, demolita nel 2009)
- Villa Vâlcovici, Strada Londra n. 44 (1936-1937)
- Villa Hrubeš, Strada Alexandru Donici n. 49 (1937, oggi distrutta)
- cinci biserici

Ville private a Balcic
Le ville di Balcic, città sul Mar Nero ceduta alla Bulgaria in seguito al Trattato di Craiova, interpretazione della tradizione nazionale in chiave moderna, furono realizzate per una serie di personalità del tempo nel periodo che va dal 1934 al 1938:
- Villa „Vânturile, valurile” per il generale Gh. Rasoviceanu (1934, demolita nel 2009)
- Villa „Lupoaicei” per Elena Popovici-Lupa e Nae Ionescu (1934, oggi distrutta);
- Villa „Turnul lui Mugur” per Gh. D. Mugur (1934)
- Villa „Balcica” per il sindaco di Balcic, Octavian Moşescu (1934)
- Villa del poeta Ion Pillat e della pittrice Maria Pillat-Brateş (1934-1935)
- Villa „Cuibul lui Roman” per l'ingegnere Roman (1935, oggi distrutta)
- Villa dell'avvocato e ministro Grigore Iunian (1935, oggi distrutta)
- Villa per il ministrul Mircea Cancicov e sua moglie, la scrittrice Georgeta Jurgea-Cancicov (1936)
- Villa „Ghiul Hane” per Cecilia Constantiniu (1936, oggi distrutta)
- Villa „Misterioasa” per l'avvocato George Gesticone e sua moglie, Amelia Gesticone-Nădejde (1936, oggi distrutta)
- Villa „Vila cu terase în mare” per Stelian Popescu, il proprietario e direttore del giornale „Universul” (1937-1938, demolita nel 2009)

Immobili collettivi
- Immobile P+2 per il generale Glatz, Strada Profesor Moise Nicoară n. 37 (1937-1938)
- Immobile P+3 per Grigore (Piki) Arapu, Strada Pictor Barbu Iscovescu n. 44 (1938-1939)
- Immobile P+5, Strada Brezoianu n. 46 (1946-1948)

Chiese
- Chiesa Sf. Nicolae di Oltenița (1934)
- Chiesa di Vulturești-Olt (1934)
- Chiesa di Spanțov-Stancea-Călărași (1934)
- Chiesa di Șerpeni Ilanlâc (1934, oggi Zmiïv, in Bulgaria)
- Chiesa di Drăghiceni-Olt (1937-1938)

Ville turistiche
- a Eforie Sud: 
  - le ville Meia e Bildicea (1922, demolite per la costruzione dell'autostrada Constanţa-Mangalia)
- a Eforie Nord: 
  - Villa „Cetatea de nisip” per il re Carlo II (1934, oggi distrutta), costruita dalla società Techirghiol controllata dalla banca Marmorosch-Blanck, proprietà del cognato Aristide Blank[8]
  - Villa „Nova”, per Cella Delavrancea (1934)
- a Techirghiol: 
  - Villa „Bogdan” (1934)
  - Villa „Vera” (1934)

Residenze in campagna
- per il pittore Eustaţiu Stoenescu, oltre alla casa e allo studio di Bucarest Henrieta realizzò la casa in campagna dell'amico a Drăghiceni - Olt, un'interpretazione moderna delle case tradizionali della Valacchia (1934-1939, oggi distrutta)
- per Petre e Ecaterina Logady-Caragiale a Măgura Odobeşti - Vrancea (1938, oggi distrutta)

Residenze dei principi
- Palazzo di Snagov per il principe Nicolae di Romania, il fratello del re Carlo II (1936)[9], modificato e esteso dopo il 1970

Non realizzati
- Museo Zambaccian (1933), Bucarest
- Hotel Albatros a Balcic (1940), abbandonato nello stesso anno